# Idaea karafutonis
Idaea karafutonis är en fjärilsart som beskrevs av Matsumura 1925. Idaea karafutonis ingår i släktet Idaea och familjen mätare. Inga underarter finns listade i Catalogue of Life.